# Keith Gillespie
Keith Robert Gillespie (Larne, 18 de febrer de 1975) és un exfutbolista nord-irlandès de la dècada de 2000.
Fou 86 cops internacional amb la selecció d'Irlanda del Nord.
Pel que fa a clubs, defensà els colors de Manchester United FC, Newcastle United FC, Blackburn Rovers FC, Leicester City i Sheffield United FC.

## Palmarès
Manchester United
- FA Charity Shield: 1994
- FA Youth Cup: 1992

Blackburn Rovers
- Football League Cup: 2001-02

Glentoran
- Irish League Cup: 2009-10